# Nohair Al-Shammari
Nohair Al-Shammari (in arabo نهير الشمري‎?; 12 luglio 1976) è un ex calciatore kuwaitiano, di ruolo difensore.

## Carriera

### Nazionale
Con la Nazionale kuwaitiana ha disputato 109 partite realizzando 2 reti e vincendo la Coppa delle Nazioni del Golfo nel 1998.